# Hinteruhlberg
Hinteruhlberg ist ein Weiler im Ortsteil Gründelhardt der Gemeinde Frankenhardt im Landkreis Schwäbisch Hall im nordöstlichen Baden-Württemberg.

## Geographische Lage
Hinteruhlberg liegt etwa 17 Kilometer vom Kreissitz Schwäbisch Hall im Westnordwesten entfernt und etwa 3 Kilometer vom Gemeindesitz Gründelhardt im Nordnordosten. Die nächsten Orte sind der Weiler Vorderuhlberg im Ortsteil Honhardt der Gemeinde etwa anderthalb Kilometer im Ostnordosten, der Weiler Hettensberg der Nachbargemeinde Bühlertann knapp zwei Kilometer im Süden, deren Weiler Vetterhöfe zwei Kilometer im Südwesten sowie der Weiler Markertshofen ebensoweit im Nordwesten wieder im Gründelhardter Ortsteil von Frankenhardt (Entfernungen jeweils in Luftlinie).
Der Weiler liegt in sehr wenig um 512 m ü. NHN schwankender Höhe auf der ebenen Kieselsandstein-Hochfläche (Hassberge-Formation) im Nordwesteck der Ellwanger Berge, eines Unter-Naturraums der Schwäbisch-Fränkischen Waldberge.
Am Nordrand des Weilers fällt das Gelände über erst die beweideten Hochwiesen und anschließend den Hangwald Schmiedsberg zum Lauf des westwärts fließenden Schenkenbachs ab, dessen Gegenhang schon zum Unterraum Burgberg-Vorhöhen und Speltachbucht rechnet. Der Schmiedsberg zieht sich spornförmig an der linken Seite des Schenkenbachs nach Westen. An der Südseite des Sporns läuft der unmittelbar am Südwestrand von Hinteruhlberg entspringende Mailandbach in einer steil abfallenden Klinge ebenfalls westwärts. Beide Bäche fließen tiefer im Schichtenpaket des Mittelkeupers auf Höhe des Gipskeupers (Grabfeld-Formation) dem deshalb den gesamten Weiler entwässernden Nesselbach zu, der dort schon im angrenzenden Unterraum Vellberger Bucht der Hohenloher und Haller Ebene verläuft. Südlich des Ortes fällt die Hochebene recht flach zwischen dem Waldgebiet auf ihrem nächsten Westsporn Vogelsberg und der großen Waldinsel Schäfer im Osten auf der Hochebene südwärts in Richtung Hettensberg ab. An dieser Seite beginnt nach der Ortsgrenze bald Ackerland, ebenso an der Südost- und Ostseite vor dem Schäfer, in dem einige weithin sichtbare Windräder stehen und der zur jenseits entspringenden Blinden Rot entwässert. Nach Ostnordosten erstreckt sich ein weiteres Ackerband auf der Hochebene zwischen der Waldinsel und dem Talwald Mörderklinge um den oberen Schenkenbach.
Eine ältere Ortsbeschreibung rühmt die weite Aussicht ins Bühlertal nahe im Westen, zur Tannenburg über Bühlertann im Südwesten und im Süden bis zur Frickenhofer Höhe und noch ferner bis zu den Kaiserbergen am Rand der Schwäbischen Alb dahinter. Der hochgewachsene, bis herauf zur nahen Hangkante im Westen stehende Wald verhindert aber heute den Ausblick zumindest in die westlichen Richtungen.

## Beschreibung
Der durch Hausgärten und an die Anwesen grenzende Obstwiesen recht ländlich anmutende Weiler umfasst etwa drei Dutzend Hausnummern, dazu kommen landwirtschaftliche Nebengebäude. Er wird im südlichen Teil von der Vorderuhlberg im Nordosten mit Hettensberg im Süden verbindenden K 2637 durchlaufen, die am Ortsausgang in dieser Richtung an der kleinen Kirche zur Unbefleckten Empfängnis vorbeiführt. Der nördliche Ortsteil ist mangels in anderer Richtung abgehender öffentlicher Straßen sehr ruhig.

## Geschichte
Hinteruhlberg ist eine späte Gründung und wird erstmals im 15. Jahrhundert urkundlich erwähnt. Zunächst in der Bezeichnung nicht vom benachbarten Weiler Vorderuhlberg geschieden, wird es 1461 Vln und Vlnberg genannt (etymologisch ‚Berg eines Ulrich‘). In diesem Jahr hielt ein Heinrich Stettner von Haltmarstetten (gemeint ist Haltenbergstetten beim heutigen Niederstetten) ein Lehen der Fürstpropstei Ellwangens, zu dem die Bühlertanner Tannenburg und eben ein Teil des Vlnberg gehörte. Ab 1472 kam der Ort Hinteruhlberg ganz in den Besitz der Fürstpropstei, weswegen er auch bei der Reformation katholisch blieb und der Pfarrei Bühlertann zugeschlagen wurde.
1869–1871 wurde die Kirche zur Unbefleckten Empfängnis am Südrand des Ortes erbaut, die zur Kirchengemeinde St. Maria Fronrot gehört und heute von der Seelsorgeeinheit Oberes Bühlertal betreut wird.
1884 wird eine Einwohnerzahl von 214 genannt, davon 97 Katholiken.

### LUBW
Amtliche Topographische Karte mit passendem Ausschnitt und den hier benutzten Layern: Karte von Hinteruhlberg und Umgebung

Allgemeiner Einstieg ohne Voreinstellungen und Layer: Daten- und Kartendienst der Landesanstalt für Umwelt Baden-Württemberg (LUBW) (Hinweise)
1. ↑  
Höhe nach dem Höhenlinienbild auf dem Hintergrundlayer Topographische Karte.

### Andere Belege
1. ↑  
Wolf-Dieter Sick: Geographische Landesaufnahme: Die naturräumlichen Einheiten auf Blatt 162 Rothenburg o. d. Tauber. Bundesanstalt für Landeskunde, Bad Godesberg 1962. → Online-Karte (PDF; 4,7 MB)
2. ↑  
Geologie nach den Layern zu Geologische Karte 1:50.000 auf: Mapserver des Landesamtes für Geologie, Rohstoffe und Bergbau (LGRB) (Hinweise). Ein ähnliches Bild bietet die unter → Literatur aufgeführte geologische Karte.
3. ↑  
Zugehörigkeit zur Kirchengemeinde Fronrot nach: Website der Seelsorgeeinheit Oberes Bühlertal
4. ↑  
Geschichte nach den Kapiteln zu Gründelhardt und Honhardt in der Beschreibung des Oberamts Crailsheim von 1884 sowie nach .der Seite Hinteruhlberg – Wohnplatz auf der landesgeschichtlichen Website www.leo-bw.de.